# Justin Somper
Justin Somper là một nhà văn người Anh, tác giả của loạt tiểu thuyết Hải tặc ma cà rồng và Allies & Assassins.

## Tiểu sử
Justin Somper được sinh ra tại St Albans, Hertfordshire, Anh và tốt nghiệp trường Đại học University of Warwick. Anh từng là một nhà báo trước khi bắt đầu sự nghiệp viết lách của mình.

## Danh sách tác phẩm

### Loạt truyệnHải tặc ma cà rồng
1. Quỷ dữ đại dương (2005)
2. Thủy triều kinh hoàng (2006)
3. Thuyền trưởng máu (2008)
4. Tim đen (2009)
5. Empire of Night (2010)
6. Immortal War (2011)

Ngoài ra, Vampirates: Dead Deep (2007) là một truyện ngắn được viết riêng cho Ngày Sách Thế giới năm 2007. Truyện ngắn này được phát hành trực tuyến.

### Loạt truyệnAllies & Assassins
1. Allies & Assassins (2013)